# Mizusumachi
Mizusumachi (みずすまし, literalmente  "pequeno trem" ou "aranha d'água") é um termo japonês utilizado nos conceitos do Lean Manufacturing para se referir a um operador de abastecimento interno, que tem como função fornecer materiais aos diversos postos de trabalho.
Este conceito, desenvolvido nos anos 50 pela Toyota, consiste em estabelecer uma rota de abastecimento de todos os suprimentos, evitando os movimentos da equipe operacional em buscar suas peças (semelhante a um garçom que leva comida e bebidas para o cliente, o provedor de ponto de uso leva material aos trabalhadores). Esta função de abastecimento é feita através de um "mizusumachi", que tem a incubência de garantir o bom funcionamento da oficina fornecendo as peças solicitadas, onde e quando necessárias. Assim, o mizusumachi acaba se movimentando em torno de sua área como uma "aranha d'água", daí a escolha deste termo.